# DESY

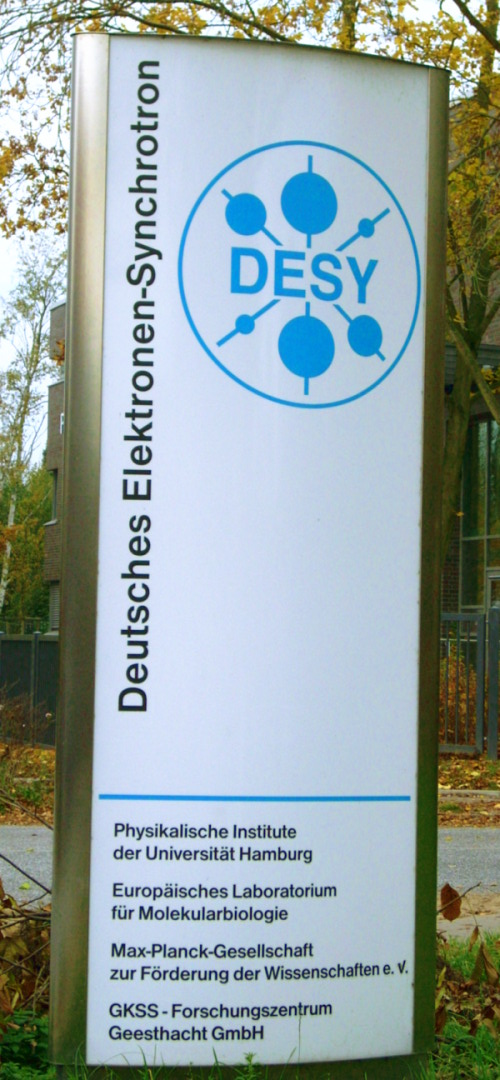
Logo DESY przy wjeździe na teren ośrodka

DESY (skrót od Deutsches Elektronen-Synchrotron – Niemiecki Synchrotron Elektronowy) – laboratorium fizyki i ośrodek badawczy zlokalizowane w Hamburgu. Także nazwa jednego z akceleratorów wybudowanych w tym laboratorium. DESY należy do największych europejskich ośrodków naukowych, posiada drugi co do wielkości w Europie (po CERN-ie) akcelerator cząstek.
Podstawowymi zadaniami DESY są: prowadzenie badań podstawowych w dziedzinie fizyki cząstek elementarnych, budowa akceleratorów cząstek i rozwój technologii akceleratorowej, oraz prowadzenie badań z użyciem promieniowania synchrotronowego.
Laboratorium stwarza możliwości prowadzenia badań z użyciem zainstalowanej w nim aparatury naukowcom z całego świata. Regularnie współpracują z nim uczeni z 33 krajów.

## Historia
DESY zostało powołane 18 grudnia 1959 roku wspólnie przez niemieckie ministerstwo nauki i miasto Hamburg, jako fundacja finansowana ze środków publicznych. W nowo utworzonym laboratorium natychmiast rozpoczęto budowę pierwszego akceleratora, który nadał nazwę całemu przedsięwzięciu.
Poczynając od lat 70. XX w., ośrodek zaczął nabierać zdecydowanie międzynarodowego charakteru. Przyczyniły się do tego z jednej strony budowa pierścienia akumulacyjnego PETRA, przy którym eksperymenty prowadziły duże międzynarodowe zespoły fizyków, z drugiej otwarcie programu badań z użyciem promieniowania synchrotronowego i powołanie laboratorium HASYLAB. W tym okresie w DESY pojawiła się też stała placówka Europejskiego Laboratorium Biologii Molekularnej (EMBL).
W roku 1984 podjęto decyzję o budowie akceleratora HERA. Przypieczętowało to międzynarodowy charakter ośrodka. Po raz pierwszy zagraniczne instytucje brały udział nie tylko w budowie aparatury eksperymentalnej, ale także samego akceleratora. Wypracowana przy tej okazji metoda współpracy stała się modelem dla innych wielkich międzynarodowych przedsięwzięć naukowych.
W roku 1992, w rezultacie zjednoczenia Niemiec przyłączono do DESY wschodnioniemiecki Instytut Fizyki Wysokich Energii (Institut fur Hochenergiephysik, IfH) w Zeuthen.

## Finansowanie i zatrudnienie
DESY finansowane jest w 90% przez Ministerstwo Nauki RFN, w pozostałych 10% przez kraje związkowe Wolne i Hanzeatyckie Miasto Hamburg i Brandenburgię. Roczny budżet DESY wynosi około 160 mln euro (dane z roku 2006). Koszty budowy i eksploatacji aparatury pomiarowej są częściowo pokrywane przez współpracujące instytucje.
Zatrudnienie w DESY wynosi około 1600 osób, z czego 1400 przypada na Hamburg, a 200 na Zeuthen. Etatowo zatrudnionych jest łącznie w obydwu lokalizacjach około 350 pracowników naukowych. Ponadto w DESY pracuje jednocześnie kilkuset magistrantów i doktorantów. Liczba zagranicznych naukowców współpracujących z DESY i korzystających z jego urządzeń szacowana jest na 2750 osób, z czego 1800 prowadzi badania z użyciem promieniowania synchrotronowego w Hasylab, pozostali biorą zaś udział w eksperymentach z dziedziny fizyki cząstek elementarnych.

## Akceleratory
Wszystkie kolejno budowane w DESY akceleratory były urządzeniami w swoim czasie unikatowymi na świecie i wykorzystującymi nowatorskie rozwiązania techniczne. Kolejne urządzenia oferują coraz wyższe energie i intensywności rozpędzanych wiązek. Wcześniej wybudowane akceleratory, po zakończeniu programu badań naukowych, służą zazwyczaj jako wstępne stopnie przyspieszania dla nowych urządzeń.

### DESY
Budowa tego synchrotronu rozpoczęła się w roku 1960, pierwszą wiązkę dostarczył w roku 1964. Budowa kosztowała 110 mln. marek niemieckich i została sfinansowana przez fundację Volkswagena. DESY był wówczas największym tego typu akceleratorem na świecie, zdolnym rozpędzać elektrony do energii 7,4 GeV. Przy ich pomocy dokonane zostały w roku 1966 precyzyjne testy elektrodynamiki kwantowej, potwierdzające jej przewidywania.
Program badań naukowych przy akceleratorze zakończył się w roku 1976, DESY służy od tego czasu przede wszystkim jako wstępny stopień rozpędzania dla później zbudowanych urządzeń. Okazjonalnie wykorzystywany był jednak nadal jako źródło wysokoenergetycznych elektronów i fotonów, przede wszystkim do testowania detektorów cząstek. W latach 1986–1988 DESY zostało gruntownie przebudowane na potrzeby pierścienia HERA i składa się obecnie z synchrotronu elektronowego DESY II i synchrotronu protonowego DESY III.
Przy DESY prowadzono też pierwsze badania wykorzystujące promieniowanie synchrotronowe, demonstrując użyteczność tego narzędzia dla wielu dziedzin nauki.

### DORIS

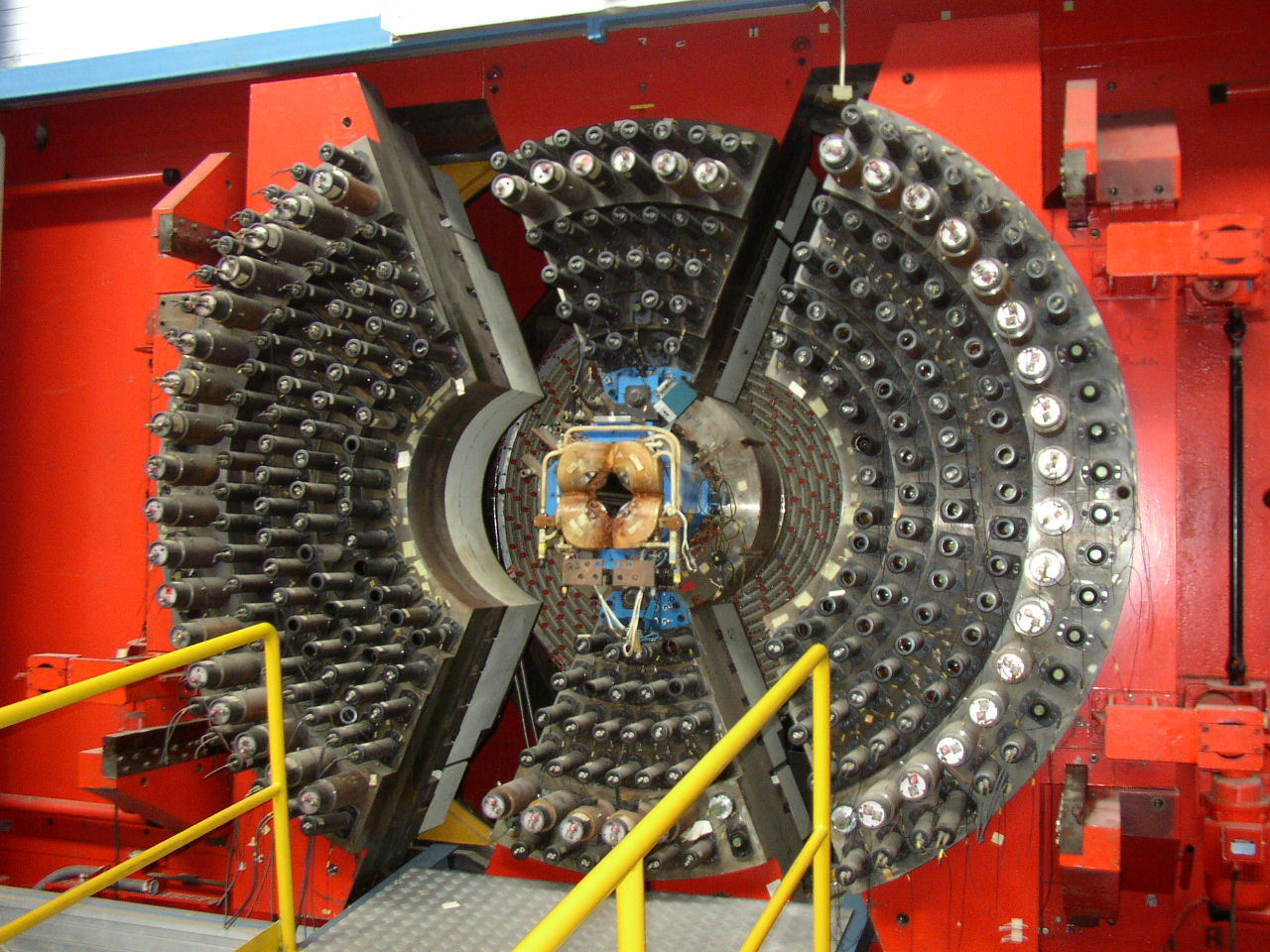
Detektor ARGUS przy akceleratorze DORIS, wysunięty z wiązki akceleratora

DORIS (skrót od Doppel Ring Speicher) był pierwszym w DESY pierścieniem akumulacyjnym umożliwiającym przechowywanie i zderzanie ze sobą przeciwbieżnych wiązek elektronów i pozytonów. Budowa rozpoczęła się w roku 1969, uruchomienie nastąpiło w roku 1974. DORIS ma całkowitą długość około 300 metrów, zderzenia wiązek następują w dwóch prostoliniowych sekcjach pierścienia. Energia każdej z wiązek początkowo wynosiła 3,5 GeV, potem podniesiona została do 5,3 GeV, aby umożliwić rezonansową produkcję mezonu Ypsilon.
Do najciekawszych odkryć dokonanych przy użyciu DORIS należą: obserwacja stanów wzbudzonych charmonium w roku 1975 i odkrycie, w roku 1987 oscylacji w układzie B0 – anty-B0, analogicznych do oscylacji neutralnych mezonów K.
Od roku 1980 DORIS wykorzystywany jest jako źródło promieniowania synchrotronowego do badań materiałowych, strukturalnych i biologicznych. Początkowo wykorzystywano do badań promieniowanie powstające jako produkt uboczny przy utrzymywaniu elektronów na kołowych orbitach. W roku 1984 akcelerator wyposażony został w wigglery i undulatory – urządzenia w których elektrony są prowadzone przez system magnesów po silnie zakrzywionych „wężowatych” orbitach, co znacznie zwiększa intensywność tego promieniowania.
Program badań w dziedzinie fizyki cząstek elementarnych przy DORIS zakończony został w roku 1992 i od tego czasu akcelerator wykorzystywany jest wyłącznie jako źródło promieniowania synchrotronowego.

### PETRA
PETRA (skrót od Positron-Elektron Tandem Ring Anlage) była, podobnie jak DORIS, pierścieniem akumulacyjnym umożliwiającym wielogodzinne utrzymywanie wiązek elektronów i pozytonów na kołowych orbitach i zderzanie ich ze sobą w czterech punktach na obwodzie pierścienia. Z długością pierścienia wynoszącą 2304 metry i nominalną energią wiązek wynoszącą 17,3 GeV, PETRA była, w chwili oddania do użytku w roku 1979, największym na świecie tego typu urządzeniem. Maksymalna, osiągnięta w roku 1984 energia wiązek Petry wyniosła 21,8 GeV (co odpowiada 43,6 GeV energii zderzenia w układzie środka masy).
Produkty zderzeń wiązek rejestrowane były przez cztery duże detektory: CELLO, JADE, MARK-J i TASSO, wybudowane i użytkowane przez międzynarodowe zespoły naukowe. Najciekawsze naukowo wyniki uzyskane przy akceleratorze, to odkrycie gluonu w roku 1979 i badania mechanizmu hadronizacji, czyli zamiany powstałych w zderzeniu wysokoenergetycznych kwarków i gluonów w obserwowalne cząstki – hadrony. Pomiary te stanowiły testy chromodynamiki kwantowej.
Program badań w dziedzinie fizyki cząstek elementarnych został zakończony w roku 1986, zaś PETRA, podobnie jak DESY, została przebudowana na preakcelerator dla pierścienia HERA, m.in. przez dobudowanie w tym samym tunelu synchrotronu rozpędzającego protony do energii 40 GeV.
W roku 1995 w wiązkę elektronową PETRY wbudowano pierwszy undulator, zamieniając tym samym akcelerator w kolejne źródło światła synchrotronowego. Po zakończeniu programu HERA planowana jest przebudowa akceleratora na najsilniejsze w DESY (i jedno z najsilniejszych na świecie) źródło promieniowania synchrotronowego.

### HERA
HERA (skrót od Hadron Elektron Ring Anlage) jest pierścieniem o długości 6336 m i tym samym największym akceleratorem w DESY. Jest też pierwszym i jedynym do tej pory na świecie zderzaczem przeciwbieżnych wiązek elektronów i protonów. Budowa akceleratora rozpoczęła się w roku 1986, oddany do użytku został w roku 1992, a zakończył działanie w lipcu 2007.
Maksymalne energie wiązek HERY wynoszą: 920 GeV dla wiązki protonów i 30 GeV dla wiązki elektronów (co odpowiada 330 GeV maksymalnej energii zderzenia w układzie środka masy. Istnieje możliwość użycia wiązki pozytonów w miejsce elektronów. Od roku 2001 możliwe jest zderzanie podłużnie spolaryzowanych wiązek elektronów.

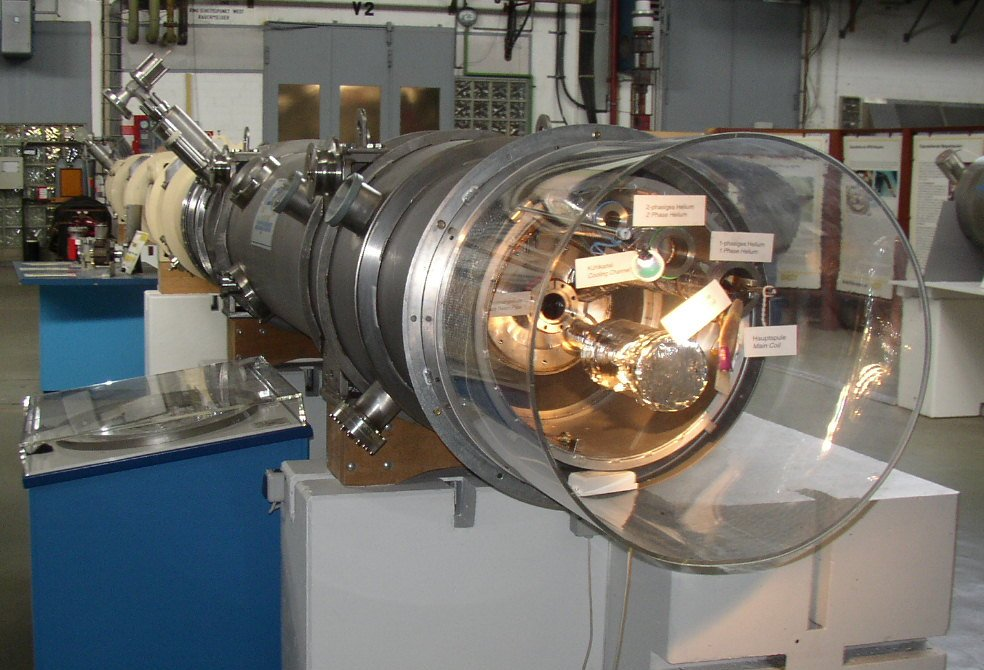
Nadprzewodzący magnes z pierścienia protonowego akceleratora HERA

Pierścień protonowy Hery wykorzystuje do utrzymania cząstek na orbicie technologię elektromagnesów nadprzewodzących, natężenie pola magnetycznego przy maksymalnej energii wiązki protonowej wynosi 5,5 T. Dla chłodzenia magnesów do temperatury pracy 4,2 K w DESY wybudowano największą podówczas w Europie skraplarnię helu.
Ze względu na swoje rozmiary, pierścień HERA wykracza daleko poza teren samego laboratorium. Dlatego zbudowany został w tunelu wydrążonym na głębokości kilkunastu metrów pod ziemią. Większa część akceleratora przebiega pod terenem parku ludowego (Altonaer Volkspark). W czterech równo odległych punktach na obwodzie pierścienia zlokalizowane są podziemne hale eksperymentalne. W dwóch z nich zachodzą zderzenia wiązek, w pozostałych dwóch możliwe są tylko doświadczenia z pojedynczą wiązką.
Produkty zderzeń elektronów z protonami obserwowane były przez dwa wielkie detektory: ZEUS i H1. Oba urządzenia skonstruowane są w taki sposób, by wykryć i precyzyjnie zmierzyć kierunki lotu i energie produktów zderzenia. Jednoczesne prowadzenie pomiarów przez dwa detektory pozwoliło na krzyżowe sprawdzanie wyników, dla wyeliminowania ewentualnych błędów pomiarowych. Eksperymenty te m.in. potwierdziły teorie wchodzące w skład modelu standardowego fizyki cząstek elementarnych i pozwoliły na precyzyjne pomiary parametrów tego modelu. Dokonały też pomiarów struktury wewnętrznej protonu z nieosiągalną wcześniej rozdzielczością.
Poza wymienionymi dużymi detektorami od roku 1995 przy Herze działał eksperyment HERMES, którego celem było badanie spinowej struktury protonu, przez rozpraszanie podłużnie spolaryzowanej wiązki elektronów na tarczy gazowej, zaś w latach 1999–2003 zbierał dane eksperyment HERA-B, badający produkcję ciężkich kwarków w zderzeniach wiązki protonowej ze stałą tarczą.

### FLASH
FLASH (skrót of Freie-Elektronen Laser in Hamburg) jest liniowym akceleratorem i laserem na swobodnych elektronach, wytwarzającym koherentne promieniowanie w zakresie dalekiego nadfioletu i miękkiego promieniowania X. Zbudowany w roku 2004, na bazie akceleratora testowego dla projektu TESLA, wówczas pod nazwą VUV-FEL (nazwę zmieniono w roku 2006). FLASH oferuje kilka stanowisk testowych do badań z użyciem tego wyjątkowego promieniowania i był jednocześnie poligonem testowym dla budowanego wówczas większego urządzenia XFEL.

## HASYLAB

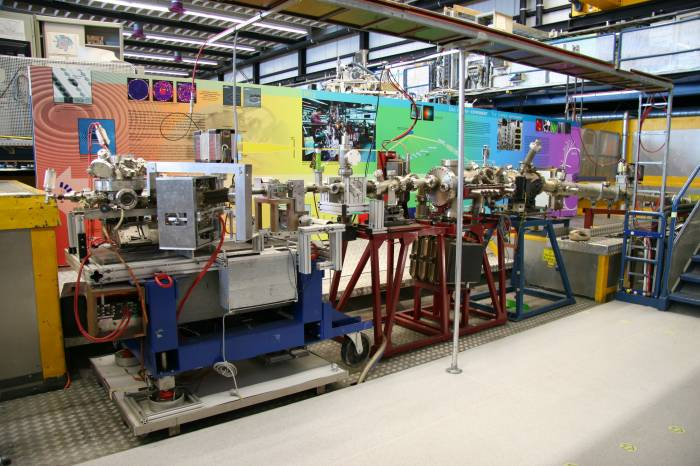
Stanowisko pomiarowe w HASYLAB

HASYLAB (skrót od Hamburger Synchrotronstrahlungslabor) powstał w roku 1980 i służy badaczom z różnych dziedzin nauki i techniki, dostarczając intensywnych wiązek promieniowania synchrotronowego. Wykorzystywane jest ono do badań w takich dziedzinach jak: fizyka ciała stałego, chemia, biologia molekularna, geologia, medycyna czy badania materiałowe. Laboratorium bywa też wykorzystywane przez firmy pracujące nad polepszeniem swoich produktów – przykładem są badania włókien żarówek prowadzone przez firmę OSRAM, mające na celu wyprodukowanie trwalszej żarówki.
Początkowo HASYLAB oferował 15 stanowisk eksperymentalnych przy akceleratorze DORIS, wykorzystywanym naprzemiennie do zderzania elektronów z pozytonami i do produkcji promieniowania synchrotronowego. Wraz z rosnącym zapotrzebowaniem laboratorium było rozbudowywane. Od roku 1993 DORIS działa wyłącznie na potrzeby HASYLAB-u. Obecnie laboratorium ma 42 stanowiska pomiarowe przy DORIS i trzy stanowiska testowe przy akceleratorze PETRA.

## Fizyka teoretyczna
Grupa fizyki teoretycznej w DESY zajmuje się przede wszystkim badaniami w dziedzinach kosmologii i fizyki cząstek elementarnych. Ośrodek w Zeuthen posiada superkomputer wykorzystywany do obliczeń na potrzeby teorii cząstek elementarnych.

## Przyszłość

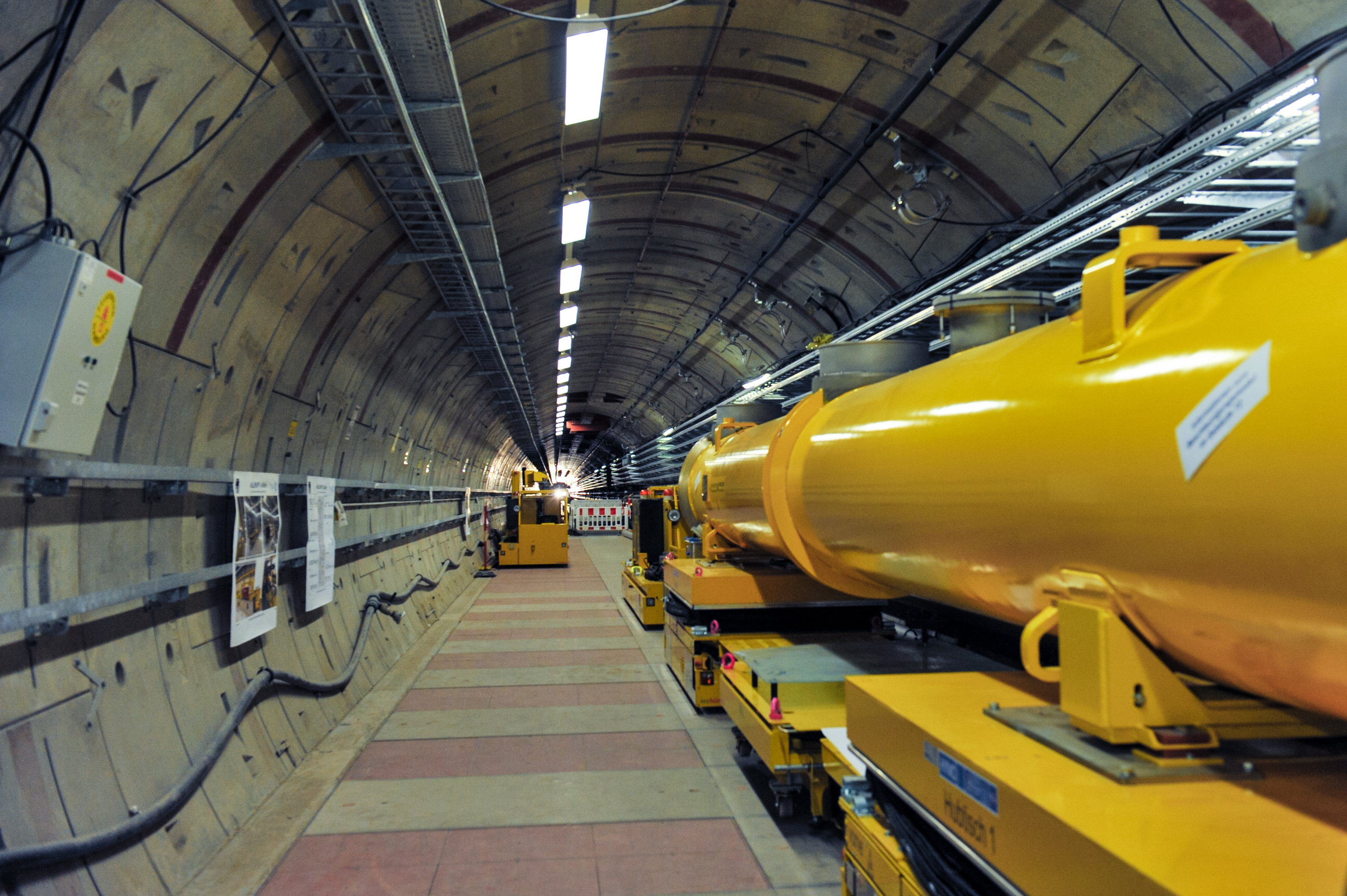
Budowa akceleratora European XFEL odbywa się w tunelu, który rozpoczyna się w DESY.

Program eksperymentalny w dziedzinie fizyki cząstek elementarnych został w DESY zakończony w roku 2007, wraz z wyłączeniem akceleratora HERA, chociaż analiza zebranych danych potrwa jeszcze kilka lat. DESY uczestniczy jednak w projekcie ILC (International Linear Collider), mającym na celu wybudowanie, w międzynarodowej współpracy, liniowego zderzacza elektronów i pozytonów długości 20-40 km, umożliwiającego osiągnięcie energii zderzenia na poziomie 1 TeV. Akcelerator wykorzystywać ma do rozpędzania cząstek rozwiniętą w DESY technologię TESLA. Lokalizacja ILC nie jest jeszcze ustalona, jedną z rozważanych możliwości jest Hamburg.
W roku 2009 przebudowany akcelerator PETRA zostanie przekazany na potrzeby HASYLAB, wydajnie zwiększając możliwości tego laboratorium tak pod względem liczby stanowisk pomiarowych, jak i zakresu energii i intensywności dostarczanego promieniowania rentgenowskiego.
Początkowo planowane na rok 2016 oddanie do użytku dwukilometrowego akceleratora liniowego i lasera na swobodnych elektronach XFEL – X-ray free-electron laser, odbyło się w 2017 roku. Urządzenie to wytwarza bardzo krótkie i silne błyski spójnego promieniowania rentgenowskiego i w momencie otwarcia było najsilniejszym na świecie źródłem tego promieniowania, umożliwiając badania dotychczas niemożliwe, na przykład obserwację zachowania pojedynczych atomów wchodzących w reakcje chemiczne.

## Polska w DESY
Współpraca polskich uczonych z DESY rozpoczęła się od indywidualnego udziału fizyków w zespołach eksperymentalnych pracujących przy akceleratorze PETRA.
Charakteru instytucjonalnego współpraca ta nabrała z rozpoczęciem projektu HERA. Udział w projekcie zgłosiło pięć polskich instytucji: Uniwersytet Warszawski, Instytut Problemów Jądrowych im. Andrzeja Sołtana, Instytut Fizyki Jądrowej w Krakowie, Akademia Górniczo-Hutnicza i Uniwersytet Jagielloński. Polska stała się w ten sposób jednym z dwunastu krajów oficjalnie uczestniczących w budowie Hery. Do DESY oddelegowanych zostało kilkudziesięciu polskich inżynierów i techników, którzy brali udział w projektowaniu, budowie i testowaniu elementów urządzenia. Polska dostarczyła materiał na budowę rury części elektronowej akceleratora.
Równolegle polscy fizycy z wymienionych wyżej instytucji przystąpili do zespołów projektujących obydwa duże detektory: ZEUS i H1. Istotne elementy obydwu urządzeń zostały w pełni zaprojektowane i zbudowane w Polsce. Skalę zaangażowania obrazuje fakt, że w roku 1992 w samym tylko zespole ZEUS 39 na 464 tworzących go fizyków pochodziło z polskich uczelni i instytutów, dane nie uwzględniają przy tym pracujących w tym samym zespole polskich badaczy afiliowanych przy zagranicznych instytucjach.
Obecnie w budowie Europejskiego Lasera Rentgenowskiego na Swobodnych Elektronach (European XFEL) uczestniczą trzy polskie instytucje: Narodowe Centrum Badań Jądrowych w Otwocku-Świerku, Instytut Fizyki Jądrowej PAN w Krakowie i Wrocławski Park Technologiczny.
Od wczesnych lat 80. XX w,. dzięki przychylności dyrekcji DESY, corocznie kilku studentów z Polski uczestniczy w programie „summer student” – kilkutygodniowych praktykach studenckich połączonych z programem wykładów z fizyki.